# Середня Азія

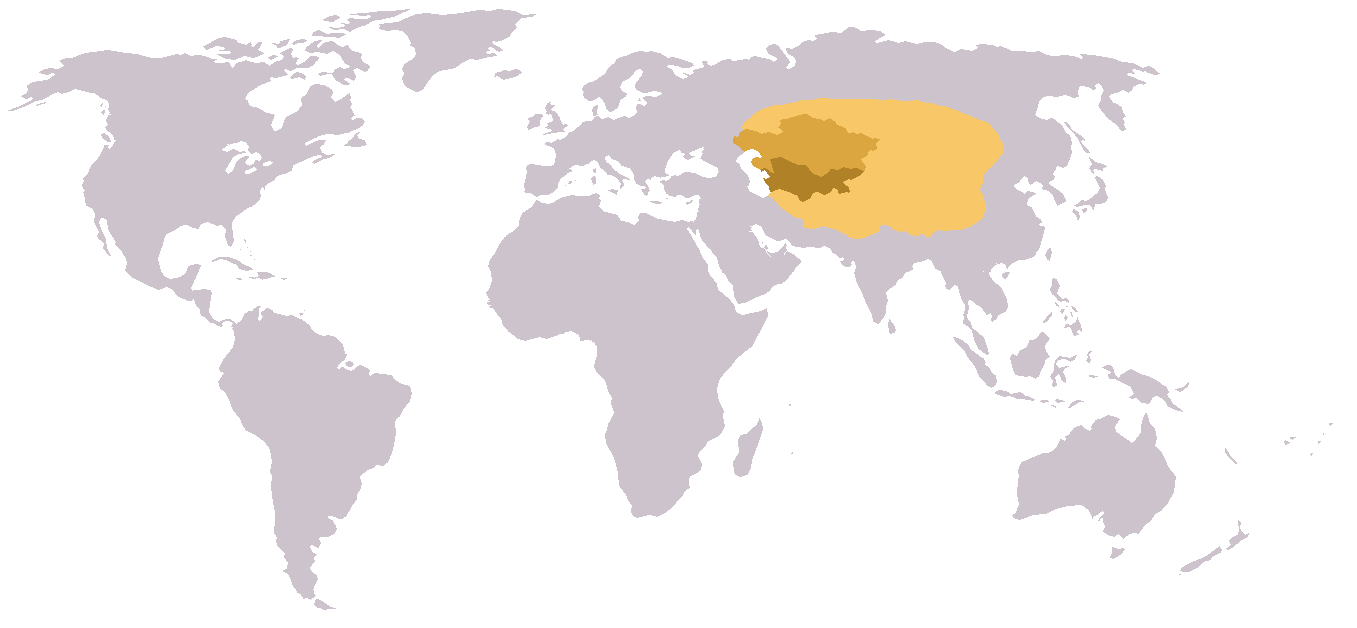
Центральна Азія.

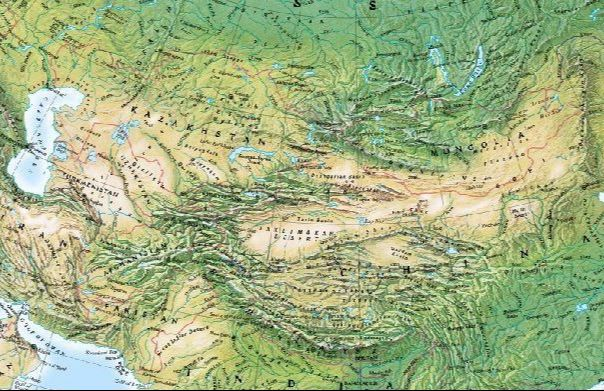
Фізична карта Центральної Азії.

Центральна Азія (в радянській науці — Сере́дня А́зія, ще раніше — Туркестан):
1) У фізико-географічному плані це частина Азії, що входила до складу Російської імперії і СРСР. У її склад входять плато Устюрт, Туранська низовина, Тургайське плато, Казахський дрібносопковик і частково гори: Копетдаг, Паміро-алай, Тянь-Шань, Джунгарський Алатау, Саур і Тарбагатай.
2) У політико-географічному плані Центральна Азія — збірна назва для чотирьох держав: Узбекистану, Киргизстану, Туркменістану і Таджикистану (іноді сюди включають і Казахстан).

## Природа
Природа Центральної Азії вирізняється передусім посушливістю клімату. Більша частина території зайнята пустелями. Багато опадів випадає тільки в горах. Річки, що стікають з гір, дозволяють зрошувати значні території (Ферганська долина, Голодний степ, Каракумський канал). Водночас великі витрати води для зрошування призвели до майже повного зникнення Аральського моря.
Головні річки Центральної Азії — Амудар'я і Сирдар'я, що впадають в Аральське море, а також Ілі, що впадає в озеро Балхаш.

## Населення
Загальна чисельність населення 5 країн Центральної Азії — 58,5 млн осіб (2004).
Велика частина населення — представники тюркомовних народів — узбеки, казахи, киргизи, туркмени, каракалпаки, уйгури, а також казанські татари, що мігрували сюди, і заслані Сталіним кримські татари. Таджики відносяться до іранської групи (таджицька мова близька до фарсі). Багато росіян і від часів СРСР — українців. Проживають також німці, корейці, турки, дунгани.
Найбільші міста — Ташкент, Алмати, Астана, Душанбе, Бішкек, Ашгабад, Шимкент.
Віруючі в основному мусульмани.

## Господарство
В економіці Центральної Азії домінують сільське господарство і видобуток корисних копалин. Завдяки довгому спекотному літу поширено бавовництво, садівництво, баштанництво, шовківництво. На пустельних пасовищах розводять овець і верблюдів.
З корисних копалини найважливіші нафта і природний газ. Більша частина імпортованого Україною газу надходить з родовищ Туркменістану.
Є також запаси руд кольорових металів.

## Транспорт
Залізничні лінії сполучають країни Центральної Азії одну з однією та з Росією. Певне значення має судноплавство на Каспійському морі, а також по річках Амудар'ї і Сирдар'ї (у Казахстані також по Іртишу і Уралу).
З півдня і сходу Центральна Азія обмежена горами, тому сполучення з Іраном, Афганістаном і Китаєм утруднене (відповідно немає зручних зв'язків із Пакистаном і Індією, виходу до Індійського океану).
1991 року здійснено залізничне сполучення Китаю з Казахстаном (Дружба/Алашанькоу, через Урумчі). В майбутньому передбачається також створити сполучення Китаю з Киргизстаном (через Кашгар). 1996 року створено залізничне сполучення Туркменістану з Іраном (лінія Теджен—Серахс—Мешхед). Серйозну проблему для прямого залізничного сполучення становить відмінність колії (1524 мм на території колишнього СРСР, 1435 мм в Китаї і Ірані, 1676 мм в Індії і Пакистані).
Є також обширні плани будівництва автомобільних доріг для поліпшення зв'язків із суміжними державами.